# Conches-en-Ouche
Conches-en-Ouche je naselje in občina v severozahodnem francoskem departmaju Eure regije Zgornje Normandije. Leta 2008 je naselje imelo 5.034 prebivalcev.

## Geografija
Kraj leži v pokrajini Normandiji ob reki Rouloir, 19 km jugozahodno od Évreuxa.

## Uprava
Conches-en-Ouche je sedež istoimenskega kantona, v katerega so poleg njegove vključene še občine Beaubray, La Bonneville-sur-Iton, Burey, Champ-Dolent, Collandres-Quincarnon, La Croisille, Émanville, Faverolles-la-Campagne, Ferrières-Haut-Clocher, La Ferrière-sur-Risle, Le Fidelaire, Le Fresne, Gaudreville-la-Rivière, Glisolles, Louversey, Le Mesnil-Hardray, Nagel-Séez-Mesnil, Nogent-le-Sec, Ormes, Orvaux, Portes, Saint-Élier, Sainte-Marthe in Sébécourt s 14.714 prebivalci.
Kanton Conches-en-Ouche je sestavni del okrožja Évreux.

## Zanimivosti
- razviline srednjeveške trdnjave - donjona Château de Conches iz 11. stoletja,
- gotska cerkev sv. Vere,
- nekdanja benediktinska opatija iz 11. stoletja,
- arboretum - park Rouloir.

## Pobratena mesta
- Aulendorf (Baden-Württemberg, Nemčija),
- Człuchów (Pomorjansko vojvodstvo, Poljska),
- Rodos (Rodos, Grčija),
- Wareham (Anglija, Združeno kraljestvo).